# 評分者間信度
在統計學中，評分者間信度（英語：inter-rater reliability；inter-rater agreement；inter-rater concordance；interobserver reliability）指的是評分者間對於某件事情彼此同意的程度。其分數顯示評分者之間想法相似和共識的程度。評分者間信度與評分者內信度並不同。